# Ixamatus barina
Ixamatus barina is een spinnensoort in de taxonomische indeling van de bruine klapdeurspinnen (Nemesiidae).
Ixamatus barina werd in 1982 beschreven door Raven.